# 三星Galaxy Player 70
Samsung Galaxy Player 70，又稱Samsung Galaxy S WiFi 5.0，是韓國三星電子在2011年3月7日推出的智慧型手持裝置。是Samsung Galaxy Player成員中螢幕尺寸第二大。

## 規格[1][2]
- 螢幕：5" Super Clear LCD 800x480
- 處理器：Samsung Exynos 3110 ARM Cortex A8 1GHz
- 相機：500萬畫素+30萬畫素（配有LED閃光燈）
- 重量：186g
- 大小：78.2 x 141.3 x 11.9mm
- 産地：韓國
- 專屬代言人：Infinite